# الإمبراطور أنكو
الإمبراطور أنكو (باليابانية: 安康天皇 أنكو تينو) هو الإمبراطور العشرون في اليابان حسب قائمة أباطرة اليابان. لا يوجد أي تواريخ محددة عن فترة حياته أو حكمه. ولكن يعتقد أن فترة حكمه كانت في منتصف القرن الخامس الميلادي.